# アントニオ・バレンシア
ルイス・アントニオ・バレンシア・モスケラ（Luis Antonio Valencia Mosquera, 1985年8月4日 - ）は、エクアドル・ヌエバ・ロハ出身の元サッカー選手。元エクアドル代表。現役時代のポジションはMF、DF。

## 経歴

### 幼少期
1985年8月4日、ヌエバ・ロハに生まれた。地元のサッカークラブのスタジアム外で飲み物を売り歩く仕事で家計を助け、空容器を回収することで得られる預り金（ボトル・デポジット）でも収入を得た。両親や5人の弟妹と暮らす家の隣にある空き地で裸足でボールを蹴っていたが、11歳の時にスカウトに見初められて契約し、スクンビオス県のスポーツアカデミーに入団した。16歳の時に首都キトにあるCDエル・ナシオナルからオファーを受け、ヌエバ・ロハから8時間かかるキトまでのバス代を支払った母親と兄以外には決断を知らせずに家を出た。

### クラブ

#### 初期の経歴
CDエル・ナシオナルの下部組織ではセントラル・ミッドフィールダーとしてプレーし、月に50ドルの給料を貰ってプレーした。急速な成長を見せ、入団して1年と経たずにU-20チームに昇格し、クリスティアン・ベニテスらとともに84試合に出場して20得点した。トップチームのデビュー戦では憧れのエディソン・メンデスと一緒にプレーしたが、その後2005年にスペインのビジャレアルCFと契約を交わした。

#### レクレアティーボ・ウェルバ
2005-06シーズン前半戦では目立った成績を残せず、2006年の冬には経験を積むためにセグンダ・ディビシオン（2部）のレクレアティーボ・ウェルバにレンタル移籍し、セグンダ・ディビシオンで優勝してプリメーラ・ディビシオン（1部）昇格に貢献した。

#### ウィガン・アスレティック

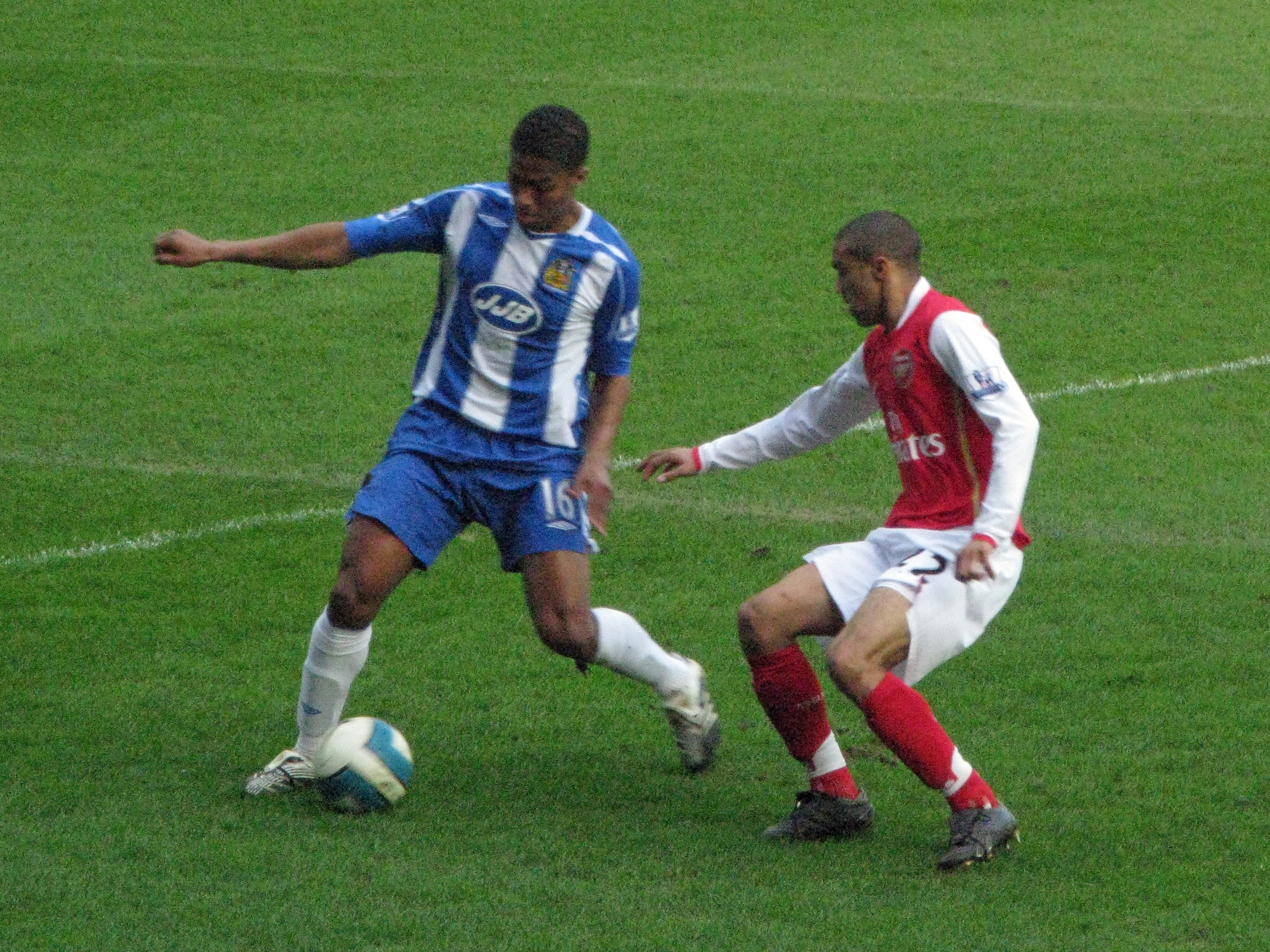
ガエル・クリシーと対峙するバレンシア（左）

2006年8月3日、イングランドのウィガン・アスレティックFCに1年間の契約でレンタル移籍した。8月19日のニューカッスル・ユナイテッド戦(2-1)でデビューし、10月21日のマンチェスター・シティ戦(4-0)で初得点を挙げた。その後、負傷により3ヶ月間戦線離脱したが、2007年1月21日のエヴァートンFC戦(0-2)で復帰して78分間プレーした。4月9日のアストン・ヴィラ戦(1-1)ではヴィルフレート・ボウマに両足でのタックルを仕掛け、移籍後初めてレッドカードによる退場処分を受けた。2006-07シーズンは22試合に出場し、1得点1アシストでシーズンを終えた。2007-08シーズンもレンタル期間が延長された。2007-08シーズン、2008年1月18日にウィガンに完全移籍した。契約期間は3年半であり、移籍金は公表されていないが、約500万ポンドだと言われている。2月23日のダービー・カウンティFC戦(2-0)で2007-08シーズン初得点を挙げ、5月3日のアストン・ヴィラ戦(2-0)では移籍後初の1試合2得点を挙げた。2007-08シーズンは公式戦32試合に出場して3得点3アシストの記録を残した。2008-09シーズン、2008年8月30日のハル・シティAFC戦(5-0)で2008-09シーズン初得点を挙げ、9月28日のマンチェスター・シティ戦(2-1)でも得点したが、10月18日のリヴァプール戦(2-3)では退場処分を受けた。ウィガンでの最後のゴールとなったのは、12月13日のブラックバーン・ローヴァーズ戦(3-0)で決めたものであり、ホームでウィガンを3-0の勝利に導いた。2009年冬、スティーヴ・ブルース監督はバレンシアがレアル・マドリードに移籍する可能性があることを認めた。2月9日にはハムストリングの負傷を再発させ、3週間離脱した。レンタルで加入していた期間も含め、ウィガンでは89試合に出場して7得点を挙げている。6月上旬、ウィガンのデイヴ・ウェランオーナーはバレンシアにクラブ残留を強要しないと発表した。

#### マンチェスター・ユナイテッド

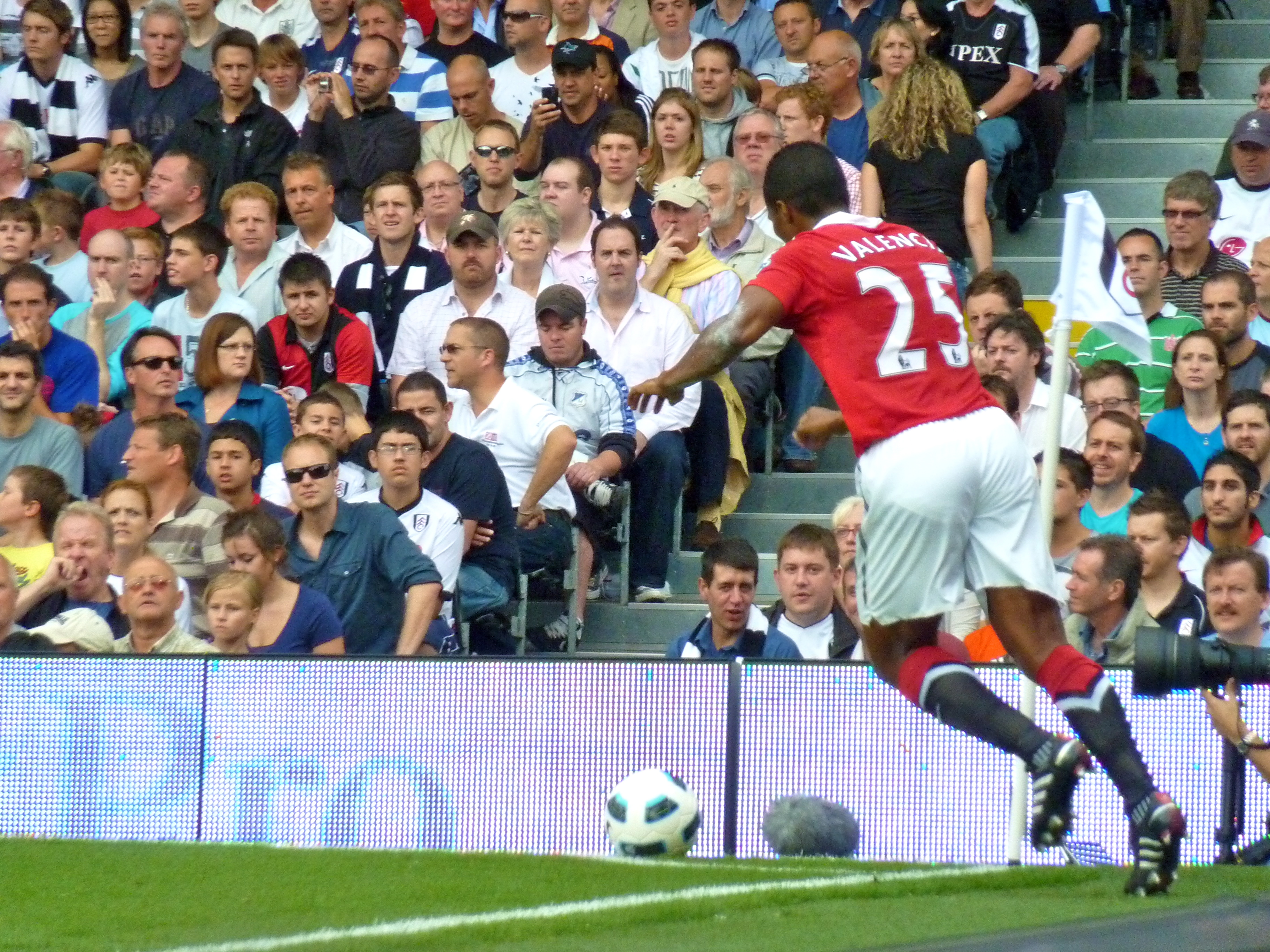
フラムFC戦でコーナーキックを蹴るバレンシア

2009年6月30日にバカンスを早めに切り上げてマンチェスター・ユナイテッドのメディカルチェックを受け、4年契約を結んだ。移籍金は公表されていないが、1600万ポンド（約25億5000万円）程度と見られている。2009-10シーズンでは、7月29日に行われたアウディ・カップのボカ・ジュニアーズ戦でデビューするとともに初得点も決め、このプレシーズンマッチに2-1で勝利した。8月上旬に行われたFAコミュニティ・シールドのチェルシーFC戦(2-2)ではナニが負傷したために62分から投入され、これが公式戦デビューとなった。10月17日にオールド・トラッフォードで行われたボルトン・ワンダラーズFC戦(2-1)でチームの2得点目を挙げ、リーグ戦初得点を決めた。ボルトン戦の4日後のUEFAチャンピオンズリーグ・CSKAモスクワ戦(1-0)では決勝点となる同大会初得点を挙げた。2010年1月28日、カーリング・カップ決勝のアストン・ヴィラFC戦(2-1)ではウェイン・ルーニーの決勝点をアシストし、マン・オブ・ザ・マッチに選ばれるとともに移籍後初タイトルを獲得した。4月25日にはチームメイトのパトリス・エヴラ、ダレン・フレッチャー、ルーニーとともにPFA年間ベストイレブンに選出された。2010-11シーズンでは、2010年8月8日に再びチェルシーと対戦したFAコミュニティ・シールドではチームの1点目を決め、3-1で勝利して前年の雪辱を果たした。9月14日のUEFAチャンピオンズリーグ・レンジャーズFC戦で左足首を負傷し、翌日朝の診断で骨折と脱臼が判明し、さらに靭帯も傷ついていることが分かった。最短でも4ヶ月の離脱が見込まれ、2011年2月28日に負傷後初めてトップチームの練習に参加した。3月12日のFAカップ6回戦・アーセナルFC戦で公式戦に復帰した。2012-13シーズンは、マンチェスター・ユナイテッド伝統の背番号7をつけてプレーしたが、2013-14シーズンは、背番号を7番から以前着けていた25番に戻した。かつて7番を背負ってプレーしていたブライアン・ロブソンは「アントニオは自分自身に正直な人間だと思う。7番を背負ったことでプレッシャーを感じていたのだろう。以前、25番のユニフォームを着ていた頃は、チーム内の年間最優秀選手賞を受賞したが、2012-13シーズンは本来の実力を発揮できなかった。元の番号に戻すことで何かを変えたかったのかもしれない。正しい決断をしたと思う」とバレンシアの心情を察し、背番号の変更を支持した。

#### LDUキト
2019年6月28日、LDUキトと契約し、母国に帰還したが、2020年7月4日、LDUキトより契約解除が発表された。

#### ケレタロ
2020年12月2日、メキシコ1部のケレタロに移籍したことが発表された。2021年5月12日、バレンシアはプロサッカーからの引退を発表した。

### 代表

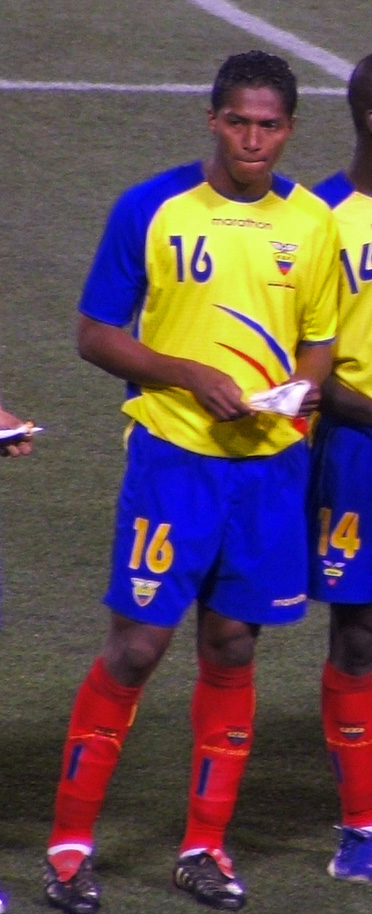
コロンビア戦でのバレンシア

#### 世代別エクアドル代表
U-20エクアドル代表ではクリスティアン・ベニテスなどと一緒にプレーし、23試合に出場して17得点を挙げている。

#### エクアドルA代表
2005年3月27日、2006 FIFAワールドカップ・南米予選・パラグアイ戦(5-2)でエクアドルA代表デビューし、その3日後の同予選・ペルー戦(2-2)で初得点を決めた。2006 FIFAワールドカップ本大会ではグループリーグ3試合と決勝トーナメント1回戦の計4試合すべてに出場。アシストを記録するなど活躍し、大会最優秀若手選手賞にノミネートされた。クリスティアーノ・ロナウドの受賞を妨げるためにバレンシアに投票するように呼びかけるチェーンメールがイングランド国内で流行り、オンライン投票ではバレンシアが最多得票を得たが、選考委員会はルーカス・ポドルスキを選出した。
2007年6月27日、コパ・アメリカ2007のチリ代表戦(3-2)で大会初得点を挙げたが、グループリーグ最下位に終わった。2008年10月12日に行われた2010 FIFAワールドカップ・南米予選・チリ戦(1-0)では代表の試合を通じて初の退場処分を受けた。2009年9月9日、同予選のボリビア戦(3-1)でFIFAワールドカップ・予選初得点を挙げた。10月10日のウルグアイ代表戦(1-2)では予選で2試合連続となる得点を挙げた。

## 人物
兄のエデル・バレンシア(Éder Valencia)もプロサッカー選手であり、エクアドル国内リーグでプレーしている。ガールフレンドとの間に2006 FIFAワールドカップ期間中に生まれた娘がいる。マンチェスター・ユナイテッドのアレックス・ファーガソン元監督は「バレンシアは静かでシャイな青年だ」と表現している。
ウィガン移籍後にはチームメイトのマイノル・フィゲロアやウィルソン・パラシオスらとともに週1回の英会話のレッスンを受けていたが、マンチェスター・U移籍後には時には毎日レッスンを受けるようになった。ウィガン時代のチームメイトとは仲が良く、フィゲロアやウーゴ・ロダジェガ、ヘンドリー・トーマスなどとともにマンチェスターのノーザン・クオーター地区にあるレストランをしばしば訪れている。
2013年7月に急死した親友であるクリスティアン・ベニテスの名前と背番号のタトゥーを左腕に入れている。

## 個人成績

### クラブ
| クラブ            | シーズン | 国内リーグ | 国内リーグ | 国内カップ | 国内カップ | 国内リーグカップ | 国内リーグカップ | 欧州カップ | 欧州カップ | その他 | その他 | 通算 | 通算 |
| クラブ            | シーズン | 出場       | 得点       | 出場       | 得点       | 出場             | 得点             | 出場       | 得点       | 出場   | 得点   | 出場 | 得点 |
| ----------------- | -------- | ---------- | ---------- | ---------- | ---------- | ---------------- | ---------------- | ---------- | ---------- | ------ | ------ | ---- | ---- |
| ウィガン          | 2006–07  | 22         | 1          | 0          | 0          | 0                | 0                | –          | –          | –      | –      | 22   | 1    |
| ウィガン          | 2007–08  | 31         | 3          | 1          | 0          | 0                | 0                | –          | –          | –      | –      | 32   | 3    |
| ウィガン          | 2008–09  | 31         | 3          | 1          | 0          | 3                | 0                | –          | –          | –      | –      | 35   | 3    |
| ウィガン          | 通算     | 84         | 7          | 2          | 0          | 3                | 0                | –          | –          | –      | –      | 89   | 7    |
| マンチェスター・U | 2009–10  | 34         | 5          | 1          | 0          | 4                | 0                | 9          | 2          | 1      | 0      | 49   | 7    |
| マンチェスター・U | 2010–11  | 10         | 1          | 2          | 0          | 0                | 0                | 7          | 1          | 1      | 1      | 20   | 3    |
| マンチェスター・U | 2011–12  | 27         | 4          | 2          | 0          | 3                | 1                | 6          | 1          | 0      | 0      | 38   | 6    |
| マンチェスター・U | 2012–13  | 30         | 1          | 6          | 0          | 0                | 0                | 4          | 0          | 0      | 0      | 40   | 1    |
| マンチェスター・U | 2013–14  | 29         | 2          | 1          | 0          | 3                | 0                | 10         | 2          | 0      | 0      | 43   | 2    |
| マンチェスター・U | 2014–15  | 32         | 0          | 3          | 0          | 0                | 0                | 0          | 0          | 0      | 0      | 35   | 0    |
| マンチェスター・U | 2015–16  | 14         | 0          | 3          | 0          | 1                | 0                | 4          | 0          | 0      | 0      | 22   | 0    |
| マンチェスター・U | 2016–17  | 28         | 1          | 1          | 0          | 4                | 0                | 9          | 0          | 0      | 0      | 35   | 1    |
| マンチェスター・U | 通算     | 101        | 10         | 11         | 0          | 7                | 1                | 25         | 3          | 2      | 1      | 147  | 17   |
| 通算              | 通算     | 185        | 17         | 13         | 0          | 10               | 1                | 25         | 3          | 2      | 1      | 236  | 24   |

## 代表歴

### 出場大会
- エクアドル代表
  - 2006 FIFAワールドカップ
  - 2014 FIFAワールドカップ

### 試合数
- 国際Aマッチ 99試合 11得点（2004年-2019年）[57]

| エクアドル代表 | 国際Aマッチ | 国際Aマッチ |
| 年             | 出場        | 得点        |
| -------------- | ----------- | ----------- |
| 2004           | 2           | 0           |
| 2005           | 12          | 3           |
| 2006           | 8           | 0           |
| 2007           | 7           | 1           |
| 2008           | 6           | 0           |
| 2009           | 6           | 2           |
| 2010           | 2           | 0           |
| 2011           | 6           | 0           |
| 2012           | 6           | 0           |
| 2013           | 12          | 2           |
| 2014           | 7           | 0           |
| 2015           | 4           | 0           |
| 2016           | 9           | 2           |
| 2017           | 5           | 0           |
| 2018           | 1           | 1           |
| 2019           | 6           | 0           |
| 通算           | 99          | 11          |

### 得点
| #   | 開催年月日     | 開催地                   | 対戦国     | スコア | 結果 | 試合概要                          |
| --- | -------------- | ------------------------ | ---------- | ------ | ---- | --------------------------------- |
| 1.  | 2005年3月27日  | キト                     | パラグアイ | 1-2    | 5-2  | 2006 FIFAワールドカップ・南米予選 |
| 2.  | 2005年3月27日  | キト                     | パラグアイ | 4-2    | 5-2  | 2006 FIFAワールドカップ・南米予選 |
| 3.  | 2005年3月30日  | リマ                     | ペルー     | 1-2    | 2-2  | 2006 FIFAワールドカップ・南米予選 |
| 4.  | 2007年6月27日  | プエルト・オルダス       | チリ       | 1-0    | 2-3  | コパ・アメリカ2007                |
| 5.  | 2009年9月9日   | ラ・パス                 | ボリビア   | 0-2    | 1-3  | 2010 FIFAワールドカップ・南米予選 |
| 6.  | 2009年10月10日 | キト                     | ウルグアイ | 1-0    | 1-2  | 2010 FIFAワールドカップ・南米予選 |
| 7.  | 2013年2月6日   | ギマランイス             | ポルトガル | 0-1    | 2-3  | 親善試合                          |
| 8.  | 2013年5月29日  | ボカラトン               | ドイツ     | 1-4    | 2-4  | 親善試合                          |
| 9.  | 2016年6月12日  | イーストルーサーフォード | ハイチ     | 4-0    | 4-0  | コパ・アメリカ・センテナリオ      |
| 10. | 2016年10月6日  | キト                     | チリ       | 1-0    | 3-0  | 2018 FIFAワールドカップ・南米予選 |
| 11. | 2018年11月15日 | リマ                     | ペルー     | 1-0    | 2-0  | 親善試合                          |

## タイトル

### クラブ
CDエル・ナシオナル
- セリエA：1回 (2005クラウスーラ)

レクレアティーボ・ウェルバ
- セグンダ・ディビシオン：1回 (2005-06)

マンチェスター・ユナイテッドFC
- プレミアリーグ：2回 (2010-11, 2012-13)
- フットボールリーグカップ：2回 (2009-10, 2016-17)
- FAカップ：1回 (2015-16)
- FAコミュニティ・シールド：4回 (2010, 2011, 2013, 2016)
- UEFAヨーロッパリーグ：1回 (2016-17)

LDUキト
- コパ・エクアドル：1回 (2019)

### 個人
- PFA年間ベストイレブン：1回 (2010)